# Maire de Bogota
Le Maire du district de Bogotá (en espagnol : Alcalde Mayor del Distrito Capital de Bogotá), connu plus simplement sous le titre de Maire de Bogotá, est l'alcade de la ville de Bogota, et est reconnu par l'opinion publique comme le deuxième poste politique le plus important en Colombie juste après celui de président de la république. En tant que maire de la capitale, il exécute et gère des ressources de la taille d'un département. Le maire supérieur de Bogotá est élu depuis 2004 pour un mandat de quatre ans comme le reste des maires de Colombie.
En cas de démission, de révocation ou de décès du maire, celui-ci est remplacé par un maire par intérim, qui est nommé par le président de la république. Ce maire par intérim doit être membre du même parti ou mouvement politique que le maire d'origine.
Carlos Fernando Galán est le 254e et actuel maire de Bogotá,,.